# Pirinçlik, Arsuz
Pirinçlik là một xã thuộc huyện Arsuz, tỉnh Hatay, Thổ Nhĩ Kỳ. Dân số thời điểm năm 2011 là 1.245 người.